# Poolse presidentsverkiezingen 2000
De Poolse presidentsverkiezingen van 2000 vonden plaats op 8 oktober van dat jaar. In de race om het presidentschap van Polen waren er aanvankelijk 13 kandidaten, maar oud-premier Jan Olszewski trok zich voor de verkiezingen terug en zegde zijn steun toe aan Marian Krzaklewski. De verkiezingen werden gewonnen door zittend president Aleksander Kwaśniewski, die bijna 54% van de stemmen kreeg. Omdat hij hiermee een absolute meerderheid had behaald, was een tweede ronde niet nodig – een unicum in de Poolse geschiedenis. Ook was het de enige keer in de geschiedenis dat een Poolse president voor een tweede termijn werd herkozen.

## Uitslag
| Kandidaat | Kandidaat              | Partij | Stemmen    | %      |
| --------- | ---------------------- | --- | ---------- | ------ |
|           | Aleksander Kwaśniewski | partijloos, gesteund door: Alliantie van Democratisch Links (SLD), Unie van de Arbeid (UP), Democratische Partij (SD)                  | 9 485 224  | 53,90% |
|           | Andrzej Olechowski     | partijloos, gesteund door: Conservatieve Volkspartij (SKL)                                                                             | 3 044 141  | 17,30% |
|           | Marian Krzaklewski     | Verkiezingsactie Solidariteit (AWS) gesteund door: Christelijk-Nationale Unie (ZChN), Alliantie van Poolse Christen-Democraten (PPChD) | 2 739 621  | 15,57% |
|           | Jarosław Kalinowski    | Poolse Volkspartij (PSL) | 1 047 949  | 5,95%  |
|           | Andrzej Lepper         | Zelfverdediging van de Republiek Polen (Samoobrona RP)                                                                                 | 537 570    | 3,05%  |
|           | Janusz Korwin-Mikke    | Unie voor Reële Politiek (UPR) | 252 499    | 1,43%  |
|           | Lech Wałęsa            | Christen-Democratie van de Derde Poolse Republiek (ChD III RP)                                                                         | 178 590    | 1,01%  |
|           | Jan Łopuszański        | Poolse Alliantie (Porozumienie Polskie)                                                                                                | 139 682    | 0,79%  |
|           | Dariusz Grabowski      | Poolse Raison d'Etat (Polska Racja Stanu)                                                                                              | 89 002     | 0,51%  |
|           | Piotr Ikonowicz        | Poolse Socialistische Partij (PPS) | 38 672     | 0,22%  |
|           | Tadeusz Wilecki        | Nationale Partij (SN) | 28 805     | 0,16%  |
|           | Bogdan Pawłowski       | partijloos | 17 164     | 0,10%  |
| Totaal    | Totaal                 | Totaal | 17 598 919 | 100,0% |
| Opkomst   | Opkomst                | Opkomst | Opkomst    | 61,12% |